# Jadwiga Łubieńska
Jadwiga Łubieńska z Hausnerów (ur. 10 października 1852, zm. 27 kwietnia 1930 w Sikorzu) – polska rzeźbiarka.

## Zarys biografii
Córka Ottona Hausnera i Aleksandry Kownackiej, siostra Witolda. 12 lipca 1871 wyszła za mąż za hrabiego Zdzisława Łubieńskiego, z którym miała córkę – Julię. Studiowała rzeźbiarstwo we Florencji u Cassioliego, w jej sztuce widać tendencje do włoskiego weryzmu. Działała we Florencji, a potem w Warszawie w Klubie Zachęta oraz Poznaniu w Towarzystwie Naukowym. Tworzyła na ogół w marmurze, głównie rzeźby portretowe (np. popiersie hrabiego Ireneusza Załuskiego w Warszawie) i religijne. Jest autorką pracy pt. Teresina (1879), którą ofiarowała Towarzystwu Zachęty. Swoje rzeźby wystawiała także we Lwowie, Wiedniu, Turynie i Florencji.
Zajmowała się także pisarstwem. Opublikowała w języku francuskim Visions d'Italie oraz już po polsku – pamiętnik Podlaskie „Hospody Pomyłuj” 1872-1905 – Kronika 33 lat prześladowania unitów przez naocznego świadka (wyd. Kraków 1908) i Z bożej łaski. Wraz z Feliksem Józefowiczem napisała wspomnienia z odbytej we wrześniu 1907 podróży do Egiptu, zatytułowane Z krainy faraonów.

## Ważniejsze prace
- Teresina
- Popiersie hrabiego Ireneusza Załuskiego
- Jezus Chrystus na Górze Oliwnej (na fasadzie kościoła Redemptorystów w Mościskach)
- Popiersie Słowianki